# Metropolia di Kurgan

Mappa dell'oblast' di Kurgan.

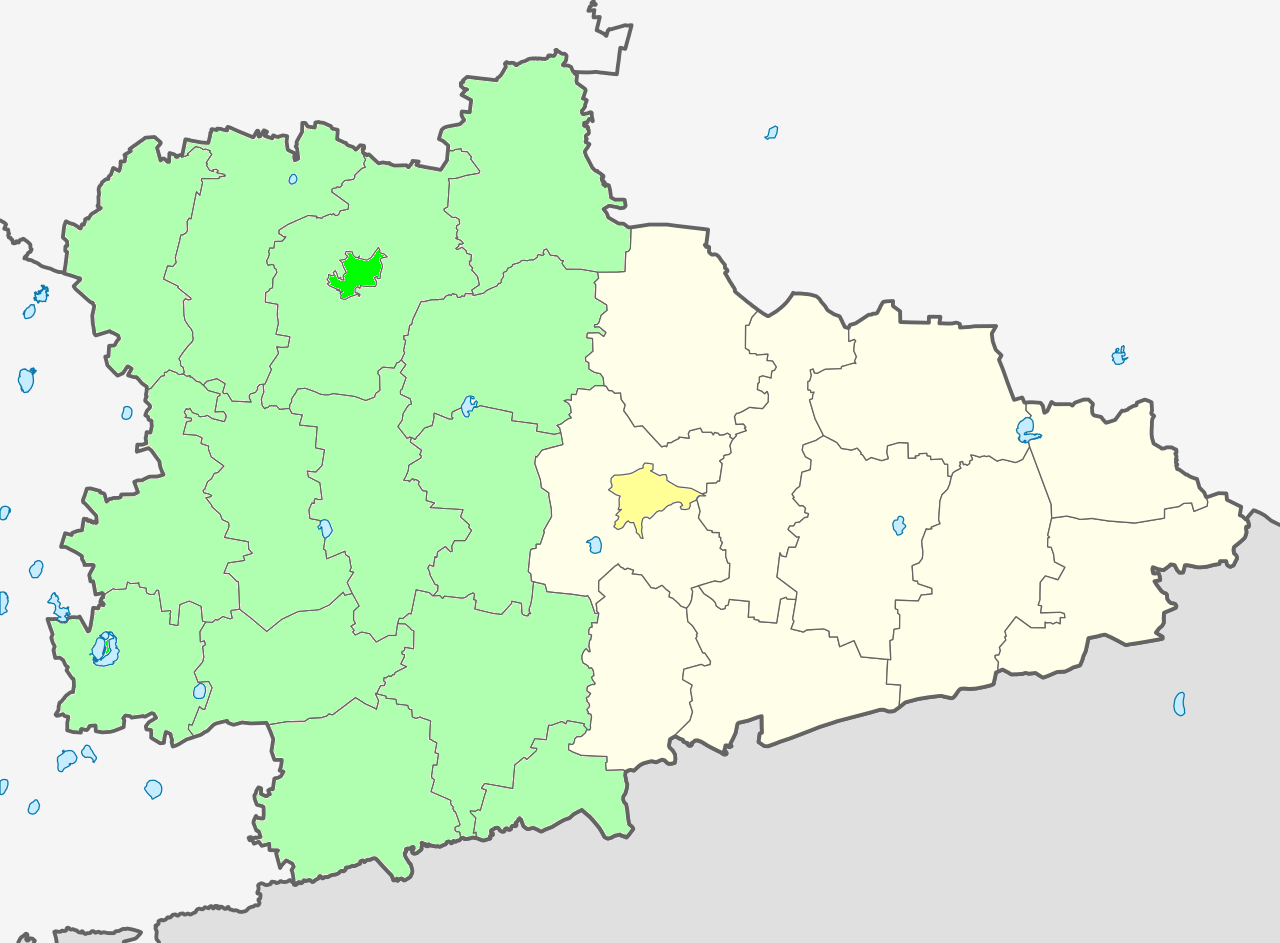
Mappa dell'oblast' di Kurgan e delle due eparchie che costituiscono la metropolia di Kurgan: in verde l'eparchia di Šadrinsk, e in giallo l'eparchia di Kurgan.

La metropolia di Kurgan (in russo: Курганская митрополия) è una delle province ecclesiastiche che costituiscono la Chiesa ortodossa russa.
Istituita dal Santo Sinodo il 5 maggio 2015, comprende l'intera oblast' di Kurgan nel circondario federale degli Urali.
È costituita da 2 eparchie:
- Eparchia di Kurgan
- Eparchia di Šadrinsk

Sede della metropolia è la città di Kurgan, il cui eparca ha il titolo di "Metropolita di Kurgan e Belozerskoe".